# جین ریس
جین ریس (به انگلیسی: Jean Rhys) با نام اصلی الا گویندولن ریس ویلیامز (به انگلیسی: Ella Gwendolen Rees Williams) (زادهٔ ۲۴ اوت ۱۸۹۰ - درگذشته ۱۴ مه ۱۹۷۹) بانوی نویسنده اهل دومینیکا است.

## آثار
- ساحل چپ (۱۹۲۷)
- کوارتت (۱۹۲۸)
- پس از ترک آقای مک‌کنزی (۱۹۳۰)
- سفری به تاریکی (۱۹۳۴)
- صبح بخیر نیمه‌شب (۱۹۳۹)
- گردابی چنین هایل